# Ulhasnagar
Ulhasnagar là một thành phố và là nơi đặt hội đồng thành phố (municipal corporation) của quận Thane thuộc bang Maharashtra, Ấn Độ.

## Địa lý
Ulhasnagar có vị trí 19°13′B 73°09′Đ / 19,22°B 73,15°Đ Nó có độ cao trung bình là 19 mét (62 feet).

## Nhân khẩu
Theo điều tra dân số năm 2001 của Ấn Độ, Ulhasnagar có dân số 472.943 người. Phái nam chiếm 53% tổng số dân và phái nữ chiếm 47%. Ulhasnagar có tỷ lệ 76% biết đọc biết viết, cao hơn tỷ lệ trung bình toàn quốc là 59,5%: tỷ lệ cho phái nam là 80%, và tỷ lệ cho phái nữ là 70%. Tại Ulhasnagar, 12% dân số nhỏ hơn 6 tuổi.